# Christoph Pfingsten
Christoph Pfingsten (* 20. November 1987 in Potsdam) ist ein ehemaliger deutscher Radrennfahrer, der im Straßenradsport und Cyclocross aktiv ist. Im Straßenradsport gilt er als zuverlässiger Helfer und Allrounder.

## Karriere
Pfingsten wurde 2003 Deutscher Querfeldein-Meister in der Jugendklasse, nachdem er im Vorjahr Dritter wurde. 2004 gewann er die Bronzemedaille bei der Junioren-Europameisterschaft. Im nächsten Jahr wurde er bei den Junioren deutscher Vizemeister und bei der Weltmeisterschaft in Sankt Wendel wurde er Dritter.
Auf der Straße wurde Pfingsten in der Saison 2006 Gesamtzweiter des U23-Etappenrennens Mainfranken-Tour und gewann 2007 eine Etappe beim Grand Prix Cycliste de Gemenc. Auch im Querfeldeinrennen konnte er im Erwachsenenbereich seine Erfolge fortsetzen und wurde bei den Weltmeisterschaften Zweiter der U23; bei den deutschen Meisterschaften der Elite gewann er 2009 Silber und 2011 Gold.
Parallel dazu fuhr Pfingsten seit 2010 für das niederländische Continental Team Van Vliet EBH Elshof. Er gewann 2010 eine Etappe beim Ringerike Grand Prix und 2014 den Prolog der Flèche du Sud, die er als Gesamtvierter abschloss. Nach Ablauf der Saison wechselte er zum deutschen Professional Continental Team Bora-Argon18, dem späteren UCI WorldTeam Bora-hans-grohe, um sich ganz auf die Straße zu konzentrieren.
Für seine neue Mannschaft wurde Pfingsten Zehnter im Massensprint des Scheldeprijs 2015 und wurde Fünfter der Gesamtwertung der Dänemark-Rundfahrt 2016, beides Wettbewerbe der hors categorie. Außerdem bestritt er mit der Vuelta a España 2016 seine erste Grand Tour und beendete die Rundfahrt als 75. der Gesamtwertung. Beim Giro d’Italia 2018 belegte er auf der 18. Etappe aus einer 12-köpfigen Ausreißergruppe heraus, die sich zum Beginn des Tagesabschnitts gebildet hatte, an der Bergankunft am Prato Nevoso den vierten Platz mit etwa einer Minute Rückstand.
Nachdem bereits der zur Saison 2018 auslaufende Vertrag mit Bora-hansgrohe zunächst nicht verlängert werden sollte, endete das Vertragsverhältnis endgültig zum Saisonende 2019 und Pfingsten wechselte zum niederländischen Team Jumbo-Visma, bei dem er nach der Saison 2021 seine Laufbahn beendete.

## Privates
Christoph Pfingsten ist verheiratet und wohnt in Stahnsdorf.

## Erfolge

### Cyclocross
2002/2003
- Deutsche Rad-Cross Meisterschaft (Jugend)

2004/2005
- Cyclocross-Weltmeisterschaft (Junioren)
- Cyclocross-Europameisterschaft (Junioren)

2008/2009
- Cyclocross-Weltmeisterschaften (U23)

2010/2011
- TOI TOI Cup Uničov
- Internationales Döhlauer Crossrennen
- Deutsche Rad-Cross Meisterschaft

2011/2012
- TOI TOI Cup, Holé Vrchy
- TOI TOI Cup, Louny
- TOI TOI Cup, Hlinsko
- Frankfurter Rad-Cross
- Deutsche Rad-Cross Meisterschaft

### Straße
2007
- eine Etappe Grand Prix Cycliste de Gemenc

2010
- eine Etappe Ringerike Grand Prix

2011
- Universiade - Teamzeitfahren

2013
- Mannschaftszeitfahren Volta a Portugal

2014
- Prolog Flèche du Sud

2018
- Mannschaftszeitfahren Czech Cycling Tour

## Grand-Tour-Platzierungen
| Grand Tour            | 2016 | 2017 | 2018 | 2019 | 2020 | 2021 |
| --------------------- | ---- | ---- | ---- | ---- | ---- | ---- |
| Giro d’ItaliaGiro     | –    | –    | 58   | –    | DNF  | –    |
| Tour de FranceTour    | –    | –    | –    | –    | –    | –    |
| Vuelta a EspañaVuelta | 75   | 142  | –    | –    | –    | –    |